# Phrack (Magazin)

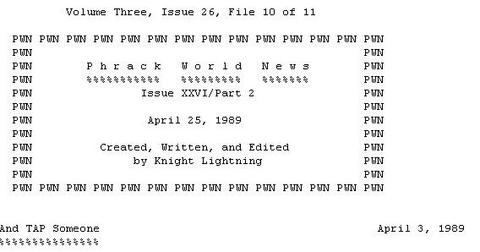
Phrack World News Startseite (1989)

Das Phrack-Magazin (englisch Phrack Magazine, aus engl. phreak und hack, dt. Begeisterter und (Daten)-Hacker) ist ein seit dem 17. November 1985 bestehendes Untergrund-Magazin, das kostenlos über das Internet verbreitet wird. Es war das erste lediglich elektronisch verbreitete Magazin und behandelt vor allem Themen der IT-Sicherheit, des Hackens, Phreaking, Anarchismus und zählt, ähnlich wie das 2600-Magazin, zu den bedeutendsten Magazinen der Hacker-Szene.
Im Sommer 2005 wurde die Nachricht verbreitet, dass Phrack mit der Ausgabe 63 eingestellt werden sollte. Diese „letzte“ Ausgabe erschien am 29. Juli erstmals als gedrucktes Heft, welches kostenlos auf den Hacker-Veranstaltungen What The Hack und DEFCON verteilt wurde. Laut Angaben im Editorial dieser Ausgabe sollte es sich aber nicht definitiv um die letzte Ausgabe handeln.
Im Mai 2007 erschien Ausgabe 64 mit neuen Herausgebern. Seitdem erschienen in unregelmäßigen Abständen weitere Ausgaben. Die aktuelle Ausgabe 71 wurde am 19. August 2024 veröffentlicht.
Weiterhin lassen sich in früheren Ausgaben des Phrack-Magazin Informationen zur Erstellung von einer sogenannten Zip Gun, einer Handfeuerwaffe, und anderen Bomben/Waffen finden. Häufig wird auch irreführend behauptet, dass in einer Ausgabe die Herstellung der Droge „Crystal Speed“ beschrieben wird. Zwar findet sich in Ausgabe 4 tatsächlich ein Artikel, der die angebliche Herstellung der Droge aus einem käuflich zu erwerbendem Erkältungspräparat beschreibt. Diese Anleitung ist aber nicht tatsächlich zur Herstellung der Droge geeignet, da das beschriebene Erkältungspräparat den Wirkstoff nur in einer abgewandelten, zu Rauschzwecken untauglichen Variante enthält.